# Діана Бартовичова
Діана Бартовичова (словац. Diana Bartovičová; нар. 20 травня 1993, Тренчин, Словаччина) — словацька футболістка, півзахисниця клубу Першого дивізіону Чехії «Славія» (Прага) та національної збірної Словаччини.

## Клубна кар'єра
Народилася в місті Тренчин. Футбольну кар'єру розпочала у віці 13 років у місцевому клубі «Победім». Влітку 2007 року залишила рідну команду й перебралася до юнацького складу «Банка». Однак у команді пробула лише пів року й у грудні перебралася в «Моравани» з Мораван-над-Вагом. Влітку 2008 року вона покинула Словаччину та переїхала до сусідньої Чехії, щоб приєднатися до «Словацко». Влітку 2010 року переведена до дорослої команди «Словацко» й дебютувала в Першій лізі. Після двох років виступів в Угерському Градіште вона перейшла до найтитулованішого клубу країни «Славії» (Прага).

## Кар'єра в збірній
З 2010 року входила до розширеного списку гравців національної збірної Словаччини.
| Змагання              | Раунд        | Дата       | Місце   | Суперник | Голи | Результат | Загалом |
| --------------------- | ------------ | ---------- | ------- | -------- | ---- | --------- | ------- |
| Чемпіонат Європи 2013 | кваліфікація | 2011-11-19 | Сенець  | Білорусь | 1    | 3–0       | 1       |
| Чемпіонат світу 2015  | кваліфікація | 2013-10-26 | Сесвете | Хорватія | 1    | 1–0       | 1       |